# معقد المتفطرات الطيرية
مركب المتفطرات الطيرية (بالإنجليزية: Mycobacterium avium complex)‏ هو عبارة عن مجموعة من المواد المرتبطة وراثيا البكتيريا تنتمي إلى عائلة المتفطرات. ويشمل مركب المتفطرة الطيرية- المتفطرة الخنازيرية، المتفطرة داخل الخلوية، المتفطرة الطيرية.
المتفطرة الطيرية مجمع (MAC) وتشمل البكتيريا غير النمطية في كل مكان وجدت في البيئة التي يمكن أن تصيب المرضى الذين يعانون من فيروس نقص المناعة وانخفاض عدد خلايا CD4 (أقل من 100 / ميكروليتر).

## الإصابة
تكون الإصابة من خلال البيئة الملوثة وتنتقل العدوى عادة عن طريق الاستنشاق أو البلع.

## الأعراض
يصيب هذا الداء تقريبًا ما يصل إلى 40٪ من المرضى الذين يعانون من فيروس نقص المناعة المكتسب (HIV) في الولايات المتحدة، والأعراض تكون عادة مصاحبة بالحمى، تعرق، فقدان الوزن، فقر الدم.

## العلاج
على الرغم من أن الدراسات لم تحدد حتى الآن أي نظام علاجي هو الأمثل ليعطي فائدة سريرية متواصلة لهذا المرض، بعض الفرق الطبية البحثية خلصت إلى أن المعلومات المتاحة تشير إلى الحاجة إلى علاج يقوم على المبادئ التالية:
-يجب نظم العلاج خارج تجربة سريرية وتشمل اثنين على الأقل من المصابين.
-يجب أن يحتوي كل نظام على ادوية إما أزيثروميسين أو كلاريثروميسين؛ العديد من الخبراء يفضلون الإيثامبوتول كدواء الثانية. وولكن العديد من الأطباء اضافو للعلاج مع ما سبق من الادوية ادوية أخرى مثل: الكلوفازيمين وريفابوتين وريفامبين وسيبروفلوكساسين، وفي بعض الحالات الأميكاسين. أيزونيازيد وبيرازيناميد ولكن الاخيرة اظهرت انها ليست فعالة لعلاج MAC.كما ينبغي ان تستمر مراقبة المريض مجهريا حتى لو بدأت علامات الشفاء بادية عليه.

## وصلات إضافية
CDC|article=Recommendations on Prophylaxis and Therapy for Disseminated Mycobacterium avium Complex for Adults an*Adolescents ̈Infected with Human Immunodeficiency Virus|url=http://www.cdc.gov/mmwr/preview/mmwrhtml/00021272.htm]
- "Mycobacterium avium complex". NCBI Taxonomy Browser. 37162. مؤرشف من الأصل في 2019-12-13.